# Кућа Војина и Живојина Павловића
Кућа Војина и Живојина Павловића представља непокретно културно добро као споменик културе, решењем Завода за заштиту и научно проучавање споменика културе НРС, бр. 1644/49 од 19. септембра 1949. године, Сл. Гл. НРС бр. 1644/49.
Кућа браће Војина и Живојина Павловића је смештена у селу Дулене, недалеко од Крагујевца. У њој су током јула 1941. године, били су смештени штабови левачког и крагујевачког партизанског одреда, а након тока, новембра исте године и штабови из целог Поморавља и делом из Шумадије. Зграда је правоугаоне основе са високим темељима од камена и зидовима у бондрук конструкцији. Кров је четворосливан, прекривен црепом. Подрум је смештен под једним делом зграде. Данас ова зграда служи као музеј, у којем су смештене и приказане фотографије догађаја тог времена.